# Йолк
Йолк (на гръцки: Ιωλκός, Йолкос) е древен град в близост до морето в Антична Тесалия, Магнезия, като е в близост до съвременния град Волос.
Днес Йолк е малко село в което има училище и малък площад. Населението е 112 жители (според данни от 2011 г.).
Според древногръцката митология Язон бил законния цар на Йолк, но неговия чичо Пелий узурпирал трона. Пелий изпратил Язон и аргонавтите да донесат златното руно. Те трябвало да стигнат до Колхида и да вземат от цар Еет руното. Минали през много премеждия, Язон и Медея, дъщерята на цар Еет и царица Идия, се влюбили, и с нейна помощ аргонавтите успели да вземат руното.